# Hemmerbach
Der Hemmerbach ist ein orografisch linker Zufluss zum Flaggenbach in Nordrhein-Westfalen. Der 6,7 km lange Bach entspringt  in der Davert nördlich des Ortsteils Davensberg der Gemeinde Ascheberg und mündet nach einem insgesamt ostnordöstlichen Lauf nördlich vom Drensteinfurter Ortsteil Rinkerode in den Flaggenbach.